# Wilton Abbey

Wilton Abbey var ett nunnekloster av benediktinerorden, verksamt från 802 till 1539. Klostret låg omkring fyra kilometer utanför Salisbury i Wiltshire i England.

## Historia

### Grundande
Wilton Abbey var ursprungligen ett prästsminarium, som grundades omkring år 773 av Wulfstan, Ealdorman av Wiltshire. Efter Wulfstans död 802 gjordes det om till ett kloster för tolv nunnor av hans änka, Sankta Alburga av Wessex. Alburga var syster till kung Egbert av Wessex, som anses vara klostrets grundare. År 871 anslöts det till ett nytt kloster som grundades av Alfred den store och kom att associeras med Mariakyrkan i Wilton. 

### Den anglosaxiska eran
Mellan cirka 964 och 1000 var Wulfthryth, före detta maka eller konkubin till kung Edgar av England, klostrets abbedissa. Hon förde med sig stora egendomar, byggde upp klostrets reliksamling och gjorde det till en kultplats över sin dotter Sankta Edit, som avled som nunna i klostret 984/987. 
Under 1000-talet lät Englands drottning Edith av Wessex, som var gift med kung Edvard Bekännaren, bygga om det tidigare träklostret i sten. 

### Den senare medeltiden
Dess abbedissa höll från denna tid ett helt baroni, något endast tre ytterligare engelska nunnekloster gjorde: Shaftesbury Abbey, Barking Abbey och St Mary's Abbey, Winchester.  
Wilton Abbey var år 1143 högkvarter för kung Stefan av Blois under inbördeskriget.
Wilton Abbey var föremål för intresse från kronan då valet av abbedissa skulle hållas efter Cecily Willoughbys död 1528, då klostret vid denna tid hade omgivits av ett antal skandaler. Kardinal Wolsey rekommenderade Isabel Jordayne, "gammal, vis och omdömesgill" och syster till abbedissan i det välskötta Syon Abbey, medan Anne Boleyn förespråkade Eleanor Carey, hennes svåger William Careys syster; kungen påpekade då att Eleanor Carey hade "två barn med två olika präster" och "har sedan dess hållits av en tjänare till framlidne lord Broke" och stödde istället Wolseys kandidat.

### Upplösning
Wilton Abbey upplöstes under reformationen, när dess sista abbedissa Cecily Bodenham (r. 1533-1539) den 25 mars 1539 lämnade över nycklarna till Henrik VIII:s representanter. Det hade då 33 medlemmar. Efter klostrets avveckling mottog abbedissan och nunnorna var sin pension från kronan. Egendomen överläts sedan på Sir William Herbert, som lät uppföra herrgården Wilton House. Inga kvarlämningar finns av de ursprungliga byggnaderna.